# Russische Wahlen 2023

Übersicht der Wahlen in den Föderationssubjekten:
Gouverneur
Gouverneur eines anderen Föderationssubjekts
Gouverneur und Parlament
Parlament
Parlament und Parlament eines anderen Föderationssubjekts

Logo des einheitlichen Wahltags 2023

Zu den russischen Wahlen 2023 zählen 4 Nachwahlen zur 8. Staatsduma, 21 Gouverneurswahlen, 20 regionale Parlamentswahlen und viele Wahlen auf kommunaler Ebene. Die Wahlen fanden größtenteils am einheitlichen Wahltag, dem 10. September 2023 statt. Erstmals wurden auch in den 2022 annektierten Gebieten der Ukraine russische Wahlen durchgeführt, die allerdings als Scheinwahlen gelten.

## Bundeswahlen

### Nachwahlen zur Staatsduma
| Wahlkreis                | Ehemaliger Abgeordneter | Partei | Partei           | Gewählter Abgeordneter | Partei | Partei           |
| ------------------------ | ----------------------- | ------ | ---------------- | ---------------------- | ------ | ---------------- |
| Diwnogorsk               | Wiktor Subarew          |        | Einiges Russland | Sergei Jerjomin        |        | Einiges Russland |
| Karatschai-Tscherkessien | Dschascharbek Usdenow   |        | Einiges Russland | Soltan Usdenow         |        | Einiges Russland |
| Lipezk                   | Nikolai Borzow          |        | Einiges Russland | Dmitri Awerow          |        | Einiges Russland |
| Simferopol               | Alexei Tschernjak       |        | Einiges Russland | Juri Nesterenko        |        | Einiges Russland |

Quelle: 

## Regionalwahlen

### Gouverneurswahlen
| Föderationssubjekt               | Wahl                                                     | Gewählter Gouverneur    | Partei | Partei           |
| -------------------------------- | -------------------------------------------------------- | ----------------------- | ------ | ---------------- |
| Region Altai                     | Gouverneurswahl in der Region Altai 2023                 | Wiktor Tomenko          |        | Einiges Russland |
| Oblast Amur                      | Gouverneurswahl in der Oblast Amur 2023                  | Wassili Orlow           |        | Einiges Russland |
| Chakassien                       | Oberhauptswahl in Chakassien 2023                        | Walentin Konowalow      |        | KPRF             |
| Oblast Iwanowo                   | Gouverneurswahl in der Oblast Iwanowo 2023               | Stanislaw Woskressenski |        | Einiges Russland |
| Oblast Kemerowo                  | Gouverneurswahl in der Oblast Kemerowo 2023              | Sergei Ziwiljow         |        | Einiges Russland |
| Region Krasnojarsk               | Gouverneurswahl in der Region Krasnojarsk 2023           | Michail Kotjukow        |        | Einiges Russland |
| Oblast Magadan                   | Gouverneurswahl in der Oblast Magadan 2023               | Sergei Nossow           |        | Einiges Russland |
| Moskau                           | Bürgermeisterwahl in Moskau 2023                         | Sergei Sobjanin         |        | Einiges Russland |
| Oblast Moskau                    | Gouverneurswahl in der Oblast Moskau 2023                | Andrei Worobjow         |        | Einiges Russland |
| Oblast Nischni Nowgorod          | Gouverneurswahl in der Oblast Nischni Nowgorod 2023      | Gleb Nikitin            |        | Einiges Russland |
| Oblast Nowosibirsk               | Gouverneurswahl in der Oblast Nowosibirsk 2023           | Andrei Trawnikow        |        | Einiges Russland |
| Oblast Omsk                      | Gouverneurswahl in der Oblast Omsk 2023                  | Witali Chozenko         |        | Einiges Russland |
| Oblast Orjol                     | Gouverneurswahl in der Oblast Orjol 2023                 | Andrei Klytschkow       |        | KPRF             |
| Region Primorje                  | Gouverneurswahl in der Region Primorje 2023              | Oleg Koschemjako        |        | Einiges Russland |
| Oblast Pskow                     | Gouverneurswahl in der Oblast Pskow 2023                 | Michail Wedernikow      |        | Einiges Russland |
| Sacha                            | Oberhauptswahl in Sacha 2023                             | Aissen Nikolajew        |        | Einiges Russland |
| Oblast Samara                    | Gouverneurswahl in der Oblast Samara 2023                | Dmitri Asarow           |        | Einiges Russland |
| Oblast Smolensk                  | Gouverneurswahl in der Oblast Smolensk 2023              | Wassili Anochin         |        | Einiges Russland |
| Oblast Tjumen                    | Gouverneurswahl in der Oblast Tjumen 2023                | Alexander Moor          |        | Einiges Russland |
| Autonomer Kreis der Tschuktschen | Gouverneurswahl im Autonomen Kreis der Tschuktschen 2023 | Wladislaw Kusnezow      |        | Einiges Russland |
| Oblast Woronesch                 | Gouverneurswahl in der Oblast Woronesch 2023             | Alexander Gussew        |        | Einiges Russland |

Quelle: 

### Parlamentswahlen
| Föderationssubjekt         | Wahl                                                                   |
| -------------------------- | ---------------------------------------------------------------------- |
| Oblast Archangelsk         | Wahl der Abgeordnetenversammlung der Oblast Archangelsk 2023           |
| Baschkortostan             | Wahl des Staatrats der Republik Baschkortostan 2023                    |
| Burjatien                  | Wahl des Volkschurals der Republik Burjatien 2023                      |
| Chakassien                 | Wahl des Obersten Rats der Republik Chakassien 2023                    |
| Oblast Cherson             | Wahl der Duma der Oblast Cherson 2023                                  |
| Volksrepublik Donezk       | Wahl des Volksrats der Volksrepublik Donezk 2023                       |
| Oblast Irkutsk             | Wahl der Legislativversammlung der Oblast Irkutsk 2023                 |
| Oblast Iwanowo             | Wahl der Duma der Oblast Iwanowo 2023                                  |
| Oblast Jaroslawl           | Wahl der Duma der Oblast Jaroslawl 2023                                |
| Kalmückien                 | Wahl des Volkschurals der Republik Kalmückien 2023                     |
| Oblast Kemerowo            | Wahl der Legislativversammlung der Oblast Kemerowo 2023                |
| Volksrepublik Lugansk      | Wahl des Volksrats der Volksrepublik Lugansk 2023                      |
| Autonomer Kreis der Nenzen | Wahl der Abgeordnetenversammlung des Autonomen Kreises der Nenzen 2023 |
| Oblast Rostow              | Wahl der Legislativversammlung der Oblast Rostow 2023                  |
| Sacha                      | Wahl der Staatsversammlung der Republik Sacha 2023                     |
| Oblast Saporoschje         | Wahl der Legislativversammlung der Oblast Saporoschje 2023             |
| Oblast Smolensk            | Wahl der Duma der Oblast Smolensk 2023                                 |
| Region Transbaikalien      | Wahl der Legislativversammlung der Region Transbaikalien 2023          |
| Oblast Uljanowsk           | Wahl der Legislativversammlung der Oblast Uljanowsk 2023               |
| Oblast Wladimir            | Wahl der Legislativversammlung der Oblast Wladimir 2023                |

Quelle: 